# Brunia cordata
Brunia cordata är en tvåhjärtbladig växtart som först beskrevs av Nicolaas Laurens Nicolaus Laurent Burman, och fick sitt nu gällande namn av Class.-bockh. och E.G.H.Oliv. Brunia cordata ingår i släktet Brunia och familjen Bruniaceae. Inga underarter finns listade.